# Гусейнова, Ханым Акиф кызы
Ханым Акиф кызы Гусейнова (азерб. Xanım Akif qızı Hüseynova; род. 1 марта 1993, Сумгаит) — азербайджанская дзюдоистка, победительница летних Паралимпийских игр 2020 в Токио, чемпионка Европы 2017, 2019 и 2023 годов среди слепых и слабовидящих, бронзовый призёр чемпионата мира 2022 года и турнира Большого шлема в Баку (2017), победительница Гран-при Александрии (2023) и серебряный призёр Гран-при Ташкента (2019) среди слепых и слабовидящих, четырёхкратная чемпионка Азербайджана, двукратная серебряная призёрка Игр исламской солидарности 2017. Родная сестра победительницы Паралимпийских игр в Токио Дурсадаф Керимовой.

## Биография
Ханым Гусейнова родилась 1 марта 1993 года. 
В июле 2009 года на Европейском Юношеском Олимпийском фестивале в Тампере Ханым Гусейнова заняла пятое место в весовой категории до 63 кг, проиграв в решающей схватке бельгийке Лисе Лукфассель.
В июне 2015 года на I Европейских играх в Баку Гусейнова в весовой категории до 63 кг одолела в первой схватке македонку Катерину Николоска, но в 1/8 финала уступила француженке Кларис Агбеньену и выбыла из борьбы.
В 2017 году Гусейновой удалось стать чемпионкой Европы по дзюдо среди слепых и слабовидящих в Уолсолле. В этом же году она стала бронзовой призёркой турнира Большого шлема в Баку.
В 2018 году на чемпионате мира среди слепых и слабовидящих в городе Одивелаш (Лиссабон) в составе женской сборной Азербайджана стала бронзовой призёркой командного турнира.
В 2019 году Гусейнова выиграла серебро на Гран-при Ташкента среди слепых и слабовидящих. В этом же году в Генуе выиграла чемпионат Европы среди слепых и слабовидящих в своей весовой категории (до 63 кг), а также стала чемпионкой Европы в составе смешанной сборной Азербайджана.
В 2021 году на Паралимпийских играх в Токио Ханым Гусейнова выиграла в четвертьфинале у Хироко Кудо из Японии, а в полуфинале — у Юэ Ванг из Китая. В финале Гусейнова одержала победу над Ириной Гусиевой из Украины и выиграла золотую медаль дебютной для себя Паралимпиады.
Распоряжением президента Азербайджанской Республики Ильхама Алиева от 6 сентября 2021 года Ханым Гусейнова за высокие достижения на XVI летних Паралимпийских играх в Токио и заслуги в развитии азербайджанского спорта была награждена орденом «За службу Отечеству I степени».
В ноябре 2022 года завоевала бронзовую медаль на домашнем чемпионате мира в Баку. В марте 2023 года Гусейнова стала победительницей Гран-при в египетской Александрии. В начале августа 2023 года выиграла золото на чемпионате Европы в Роттердаме. В конце же месяца Гусейновой удалось завоевать серебро на Всемирных играх среди слепых и слабовидящих спортсменов в Бирмингеме.
В сентябре 2023 года Гусейнова завоевала серебряную медаль на домашнем Гран-при в Баку. 5 декабря 2023 года выиграла серебряную медаль на Гран-при в Токио.
В мае 2024 года Гусейнова завоевала бронзу на Гран-при в Тбилиси.